# Domiziana Giordano

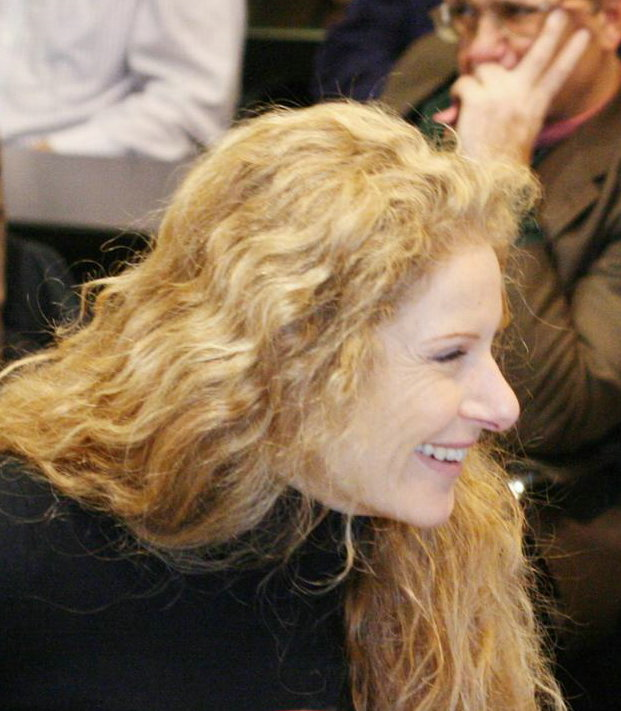
Domiziana Giordano im Dezember 2006

Domiziana Giordano (* 4. September 1959 in Rom) ist eine italienische Künstlerin und Schauspielerin.

## Leben
Domiziana Giordano wuchs in einer Künstlerfamilie auf und entwickelte schon früh ein Interesse für Kunst und Film. Sie studierte an verschiedenen Theaterschulen, unter anderem an der Accademia nazionale d’arte drammatica „Silvio D’Amico“ in Rom und der New York Film Academy. Nachdem sie das Studium abgeschlossen hatte, arbeitete sie zunächst als Fotografin und Regieassistentin.
Ihren ersten Auftritt als Schauspielerin hatte sie im Film Meine Freunde von Mario Monicelli. 1983 spielte sie die weibliche Hauptrolle in Andrei Tarkowskis Film Nostalghia.
Schon bald bekam Domiziana Giordano Hauptrollen in Filmen von weiteren international anerkannten Regisseuren, wie Nicolas Roeg, Jean-Luc Godard, Mauro Bolognini, Neil Jordan, Ken McMullen und vielen anderen. Auf dem Fantasporto-Festival 1986 wurde sie für ihre Rolle als Leo Trotzkis Tochter Sinaida Wolkowa im Film Zina von Ken McMullen ausgezeichnet. Sie trat auch in Filmen wie Nouvelle Vague (1990, unter anderem mit Alain Delon) von Jean-Luc Godard, Interview mit einem Vampir (1994) von Neil Jordan oder Il quaderno della spesa (2003) von Tonino Cervi auf.
Neben ihrer Arbeit in der Filmindustrie ist sie auch durch ihr Engagement als Fotografin bekannt. Domiziana Giordano wurde so auf dem Fotografie-Festival Rencontres Internationales de la Photographie 2002 in Arles nominiert.

## Filmografie
- 1982: Meine Freunde (Amici mei atto II°)
- 1983: Nostalghia
- 1984: Bakom jalusin
- 1985: Zina
- 1987: Seltsam, das Leben … (Strana la vita)
- 1988: Normality
- 1990: Eleonora Pimentel: The Jacobean Marquise (Fernsehfilm)
- 1990: Nouvelle vague
- 1993: Die Abenteuer des jungen Indiana Jones (The Young Indiana Jones Chronicles, Fernsehserie, eine Folge)
- 1993: Gioco perverso
- 1994: Interview mit einem Vampir (Interview with the Vampire: The Vampire Chronicles)
- 1994: Mario und der Zauberer
- 1995: La famiglia Ricordi (Miniserie, vier Folgen)
- 1995: Machinations (Fernsehfilm)
- 1997: Finalmente soli
- 2000: Canone inverso – Making Love
- 2003: Il quaderno della spesa